# Harvey Cox
Pour les articles homonymes, voir Cox.
Harvey Gallagher Cox, Jr., né le 19 mai 1929 à Malvern, Pennsylvanie, est un théologien et universitaire américain.

## Biographie
Il a fait ses études à Yale et à Harvard. D'origine chrétienne baptiste et influencé par Karl Barth, il fut pourtant associé aux théologiens radicaux de « la mort de Dieu » : Altizer et Hamilton, alors qu'il en combattait les thèses les plus extrêmes.

### Carrière
Son livre qui eut le plus grand succès parut en 1965 sous le titre La Cité séculière. Il avait pour originalité à l'époque de porter un regard enthousiaste sur le monde moderne. Il devient titulaire de la Hollis Chair of Divinity à Harvard en 1980.
En 1994, Harvey Cox revient sur son jugement porté trente ans auparavant en publiant Retour de Dieu (« Fire from heaven »), un ouvrage dont le principal thème est le pentecôtisme et l'influence qu'il a sur la société américaine (principalement) mais aussi mondiale ; il prolonge et enrichit cette analyse dans l'ouvrage The future of faith paru en 2009.